# Rörtången och Ödsmåls mosse
Rörtången och Ödsmåls mosse är en av SCB avgränsad och namnsatt tätort i Solberga distrikt  i Kungälvs kommun. Bebyggelsen ligger på en halvö vid västkusten, ungefär en och en halv mil nordväst om Kungälv. Före 2015 hade Statistiska centralbyrån för bebyggelsen avgränsat tre småorter benämnda Ödsmåls mosse och Ödsmåls mosse (norra delen) samt Rörtången.

## Historia
Högst upp på denna halvö byggde Kungälvs kommun en stugby på 1950-talet, bestående av 36 små stugor av tre olika typer. Stugorna fanns sedan i kommunens ägo långt in på 1990-talet. En tanke med byn var att alla oavsett inkomst skulle ha råd med en stuga vid havet. 
Idag är dessa stugor helt i privat regi. Många av stugorna är ombyggda, men det finns fortfarande 10-12 stugor som är i nästan originalskick. 

### Befolkningsutveckling
| Befolkningsutvecklingen i Rörtången och Ödsmåls mosse 2015–2020                                                                                             | Befolkningsutvecklingen i Rörtången och Ödsmåls mosse 2015–2020 | Befolkningsutvecklingen i Rörtången och Ödsmåls mosse 2015–2020 | Befolkningsutvecklingen i Rörtången och Ödsmåls mosse 2015–2020 | Befolkningsutvecklingen i Rörtången och Ödsmåls mosse 2015–2020 |
| --- | --------------------------------------------------------------- | --------------------------------------------------------------- | --------------------------------------------------------------- | --------------------------------------------------------------- |
| |                                                                 |                                                                 |                                                                 |                                                                 |
| År |                                                                 |                                                                 | Folkmängd                                                       | Areal (ha)                                                      |
| 2015 | 2015                                                            |                                                                 | 470                                                             | 167                                                             |
| 2020 | 2020                                                            |                                                                 | 446                                                             | 129                                                             |
| Anm.: Ny tätort 2015, utgjordes tidigare av småorten Rörtången och de två småorterna med namnet Ödsmåls mosse som 2010 hade 209+93 invånare på 43+12 hektar |                                                                 |                                                                 |                                                                 |                                                                 |